# Al Casey (rockgitarist)
Alvin W. Casey (Long Beach, 26 oktober 1936 - Phoenix, 17 september 2006) was een Amerikaanse rock-'n-roll-gitarist, die tijdens de late jaren 1950 en de vroege jaren 1960 veelvuldig werd ingezet als studiomuzikant.

## Carrière
Als jeugdige begon Casey zijn carrière in Phoenix, waar hij door producent Lee Hazlewood werd voorgesteld aan de countryzanger Sanford Clark. Casey begeleidde Clark bij nummers als The Fool en Lonesome For a Letter. Daarna werkte hij mee bij Eddie Clearwaters achtergrondband als pianist en schreef hij enkele van Clearwaters vroege hits. Vervolgens werkte hij tot aan het midden van de jaren 1960 als achtergrondmuzikant in Los Angeles en Phoenix, onder andere weer voor Sanford Clark.
Met zijn band The Al Casey Combo bracht hij enkele instrumentale singles uit, die bestonden uit een mix uit rock, blues en jazz. De meeste platen bracht hij uit in 1962 en 1963 bij het label Stacy uit Chicago. Daar behaalde Casey ook zijn grootste successen. In het voorjaar van 1962 bereikte hij de 92e plaats in de Billboard Hot 100 met Cookin' . In de zomer van hetzelfde jaar bereikte hij de 71e plaats met Jivin' Around, terwijl hij in de r&b-hitlijst een 22e plaats scoorde. De grootste hit scoorde hij met Surfin' Hootenanny (juli 1963) met een 48e plaats in de Hot 100. Daarbij was zijn succes echter al ten einde, omdat Stacy de activiteiten beëindigde. Casey nam daarna geen verdere platen op, maar vervoegde zich bij een steeds wisselende groep sessiemuzikanten, die in vaktermen The Wrecking Crew werden genoemd en die instrumentaal meewerkten aan een veelvoud aan hits van andere artiesten.

## Overlijden
Al Casey overleed op 17 september 2006 op 70-jarige leeftijd in Phoenix. Vanwege zijn verdiensten voor de rockabillymuziek als stijlbepalende gitarist werd hij opgenomen in de Rockabilly Hall of Fame.

## Discografie

### Singles
MCI
- 1956: If I Told You / Pink Panter

Dot Records
- 1956: Juice / A Fool's Blues
- 1957: Guitar Man / Come What May

RPM
- 1957: Snake Eyed Mama / Kiss Of Love (& Don Cole)

Liberty Records
- 1957: Willa Mae / She Gotta Shake

Highland
- 1958: Give'n Up / (Got The) Teen-Age Blues
- 1960: Night Beat / The Stinger

United Artists Records
- 1959: The Stinger / Keep Talking
- 1962: Jivin' Around / Doi'n the Shotish

Blue Horizon
- 1961: Cookin' / Hot Foot

Stacy
- 1962: Cookin' / Hotfoot
- 1962: Jivin' Around / Doi'n the Shotish
- 1962: Laughin' / Chicken Feathers
- 1963: Doin' It / Monte Carlo
- 1963: Full House / Love Call
- 1963: Surfin' Hootenanny / Easy Pickin'
- 1963: Guitars, Guitars, Guitars / Surfin' Blues
- 1964: What Are We Gonna Do In '64 / Cookin'

### LP's
- 1963: Surfin' Hootenanny (Stacy)

### CD's
- 1996: Surfin' Hootenanny (Sundazed)
- 2001: A Man For All Sessions (Bear Family Records)
- 2011: I'm a Guitar Man (El Toro)

- Bibliothèque nationale de France: cb17078523j (data)
- International Standard Name Identifier: 0000 0001 1463 0466
- Library of Congress Control Number: no98008432
- MusicBrainz: fab03be9-f5b9-486c-b050-4f06783467f7
- Istituto Centrale per il Catalogo Unico: PCMV000165
- Virtual International Authority File: 103981895
- WorldCat: E39PBJpv4KrT67qm369w7H9CcP